# Lý Khả Nhiễm
Lý Khả Nhiễm (Tiếng Hoa: 李可染; 1907–1989) - là họa sĩ Giang Tô - Từ Châu, một họa sĩ đương đại nổi tiếng của Trung Quốc. Họa sĩ Lý Khả Nhiễm là một họa sĩ nổi tiếng vẽ tranh phong cảnh, các tác phẩm của ông ảnh hưởng phong cách của các họa sĩ nổi tiếng trước đó. Nổi tiếng nhất bức tranh của ông là bức tranh "Vạn Sơn Hồng Biến" đã lập kỷ lục tại phiên đấu giá mùa xuân tại Poly, tại Bắc Kinh, với giá 293,25 triệu nhân dân tệ (khoảng 961,24 tỷ đồng). Lấy cảm hứng từ một bài thơ do Mao Trạch Đông sáng tác năm 1925 - tạm diễn ý là:
"Ngàn đồi đỏ thẫm tôi nhìn
Rừng kia xếp lớp, màu in nhuộm trời" 
Họa sĩ đã vẽ nên bức tranh này vào năm 1964. 